# Estación de Fernán Caballero
Fernán Caballero fue una estación de ferrocarril situada en el municipio español de Fernán Caballero, en la provincia de Ciudad Real. Perteneció a la línea Madrid-Ciudad Real, estando operativa entre 1879 y 1988. Tras su clausura fue derribada.

## Historia
La estación fue levantada originalmente como parte de la línea Madrid-Ciudad Real, de ancho ibérico. Dicha línea fue construida por la Compañía de los Caminos de Hierro de Ciudad Real a Badajoz (CRB) e inaugurada en 1879, si bien un año después pasaría a manos de la compañía MZA. El complejo ferroviario contaba con un edificio de viajeros, un muelle-almacén de mercancías y varias vías de servicio. La estación estaba situada a 2 kilómetros de Fernán Caballero. Durante el transcurso de la Guerra Civil se produjo un hecho lucutuoso en el recinto. El 24 de julio de 1936 en la estación de Fernán Caballero catorce religiosos claretianos procedentes de Ciudad Real fueron arrojados al andén y tiroteados públicamente hasta su muerte.
En 1941, con la nacionalización de los ferrocarriles de ancho ibérico, las instalaciones pasaron a manos de RENFE. En 1969 la estación fue reclasificada como un apeadero. En enero de 1988 se clausuraron las instalaciones y la mayor parte de la línea Madrid-Ciudad Real debido a la construcción del Nuevo Acceso Ferroviario a Andalucía. La vía fue levantada y las instalaciones de Fernán Caballero fueron derribadas en su totalidad, no conservándose en la actualidad.